# Serpentinit
Serpentinit är en undergrupp i serpentinserien.
Denna bergart består mest av järn- och magnesiumsilikat plus små mängder av krom, kobolt, nickel m m.
Saknar nästan helt kalcium, kalium och natrium.

## Namnförbistring
Ibland kallas serpentinit för serpentin, men det är ett felaktigt bruk. Dessa benämningar är inte synonyma.